# ساندي كولينز
ساندي كولينز هو سياسي كندي، ولد في 7 أكتوبر 1978 في غاندر ‏ في كندا. نشط حزبياً في حزب المحافظين التقدمي في نيوفندلاند ولابرادور ‏.